# Une femme est passée
Pour plus de détails, voir Fiche technique et Distribution.
Une femme est passée est un film franco-espagnol réalisé par Juan Antonio Bardem et sorti en 1963.

## Synopsis
Un jeune française, danseuse de cabaret, passe quelques jours dans une ville de province espagnole, et provoque la passion chez un médecin et un professeur.

## Fiche technique
- Titre espagnol : Nunca pasa nada
- Réalisation : Juan Antonio Bardem
- Scénario : Juan Antonio Bardem
- Dialogues : Alfonso Sastre, Henry-François Rey (dialogues version française)
- Producteurs : Cesáreo González, Edmond Ténoudji
- Production :  Cesáreo González Producciones Cinematográficas, Cocinor, Les Films Marceau
- Distribution :
  - Espagne :Suevia Films
  - France : Cocinor
- Lieu de tournage :  Aranda de Duero, Burgos
- Image : Juan Julio Baena
- Musique : Georges Delerue
- Durée : 95 minutes
- Dates de sortie : 
  - Italie : septembre 1963 (Mostra de Venise 1963)
  - France 8 mai 1964

## Distribution
- Corinne Marchand : Jacqueline
- Antonio Casas : Enrique
- Jean-Pierre Cassel : Juan
- Julia Gutiérrez Caba : Julia
- Alfonso Godá : Pepe
- José Franco : Don Jerónimo
- Rafael Bardem : Don Marcelino
- Matilde Muñoz Sampedro : Doña Obdulia
- María Luisa Ponte : Amiga de Julia
- Tota Alba : Monja-enfermera